# Krossobanen
Krossobanen er en svævebane ved Rjukan i Telemarken i Norge. Den er Nordeuropas ældste svævebane.
Krossobanen har sit navn fra gården 'Krosso', hvorfra banen starter nede i dalen. Banen blev bygget i 1928 som en gave fra Norsk Hydro til indbyggerne i Rjukan, så de fik mulighed for at komme op i solen i vinterhalvåret, noget der ellers ikke havde været muligt i den dybe øst-vestvendte dal, hvor byen ligger.

## Stationerne

### Nederste station
Den nedre station (dalstationen) har gode parkeringsforhold for besøgende i bil. Herfra fragter svævebanens kabiner passagererne op i 886 m.o.h., hvor der er en flot udsigt over Rjukan, Gaustatoppen og Vemork.

### Øverste station
Den øverste station (topstationen) ligger på et sted, kaldet Gvepseborg, hvor der ligger en lille café og kiosk. Fra Gvepseborg er der om sommeren rige muligheder for vandre- eller cykelture ind over Hardangervidda nationalpark, Norges største nationalpark. Om vinteren er der opmærkede skiløjper, som udgår fra topstationen og ind til turistforeningens net af langrendsløjper på Hardangervidda.

## Stigningen
Målt horisontalt er afstanden mellem den nederste og øverste station 814 meter. Højdeforskellen mellem dalstation og topstation er 495 meter. Dette giver en stigning på 0,6:1. Det vil sige, at svævebanen stiger 60 centimeter på hver meter. Der er en distance på ca. 960 meter fra dalstation til topstation.

## Links
- Wikimedia Commons har flere filer relateret til Krossobanen
- Krossobanen på Riksantikvarens hjemmeside kulturminnesok.no
- Krossobanens hjemmeside Arkiveret 31. juli 2010 hos  Wayback Machine
- Krossobanen på Lift-World

59°52′50.41″N 8°32′27.64″Ø / 59.8806694°N 8.5410111°Ø